# Francis Hastings Doyle
Pour les articles homonymes, voir Doyle.
Francis Hastings Doyle, né le 21 août 1810 à Tadcaster, Yorkshire et mort le 8 juin 1888 à Londres, 2e baronnet, est un avocat, poète et professeur anglais.

## Biographie
Francis Hastings Doyle est le fils unique du major-général Francis Hastings Doyle et de Diana Elizabeth Milner. Il commence ses études dans une école privée de Chelsea avant d'entrer au Eton College en 1823. Il s'y lie d'amitié avec Gladstone, Arthur Hallam, James Bruce (Lord Elgin) et Charles John Canning. Puis, il entre à Christ Church (Oxford) en 1828. Il excelle en littérature classique. Il devient Fellow de All Souls College en 1835. Il restera ami avec Gladstone dont il est le témoin lors de son mariage en 1839, même si les idées de l'homme politique déplaisent au poète et les deux hommes s'éloignent.
Francis Hastings Doyle suit ensuite des études de droit au Inner Temple à partir de 1832 et devient avocat en 1837. Il entre au service des douanes en 1845 et en prend sa retraite comme receveur général en 1869.
Francis Hastings Doyle commence à écrire de la poésie dès Eton. Son premier recueil Miscellaneous Verses parait en 1834 et est réédité en 1840. Two Destinies de 1844 est un poème aux accents sociaux ; Oedipus, King of Thebes de 1849 est la traduction de la pièce de Sophocle ; The Duke's Funeral de 1852 est un hommage à Wellington. Il cesse d'écrire pendant 14 ans, mais en 1866, le poste de professeur de poésie à Oxford (tenu par Matthew Arnold) va se libérer. Francis Hastings Doyle publie alors The Return of the Guards and other Poems, considéré comme son meilleur recueil. Il est élu au poste puis réélu en 1872 pour cinq nouvelles années. Ses Lectures sont publiées en deux tomes en 1869 et 1877.
En 1881, il assiste aux conférences « The Perfect Way » données par Anna Kingsford.
Il épouse en 1844, Sydney, fille de Charles Watkin Williams Wynn. Ils eurent deux fils et une fille.

## Source
- (en) E. I. Carlyle, « Doyle, Sir Francis Hastings Charles, second baronet (1810–1888) », Oxford Dictionary of National Biography,‎ 2004 (lire en ligne)